# Taillis
Taillis é uma comuna francesa na região administrativa da Bretanha, no departamento Ille-et-Vilaine. Estende-se por uma área de 12,23 km². Em 2010 a comuna tinha 1 022 habitantes (densidade: 83,6 hab./km²).